# 北盘江大桥 (关兴公路)
北盘江大桥，位于中國貴州省的貞豐縣与关岭布依族苗族自治县交界的关兴公路上，是一条全长528米的懸索橋，主跨388米，净空高度达366米，2003年12月建成通车。2003-2005年間，曾榮獲世界最高橋樑的美譽。